# Энджелоу, Майя
Ма́йя Э́нджелоу (англ. Maya Angelou, урождённая Маргарит Энн Джонсон, англ. Marguerite Ann Johnson; 4 апреля 1928 года, Сент-Луис, США — 28 мая 2014 года, Уинстон-Сейлем, США) — американская писательница и поэтесса. Её перу принадлежит семь автобиографий, пять книг очерков, несколько сборников стихов. Её имя значится в числе авторов целого ряда пьес, кинофильмов и телевизионных шоу, выходивших в свет на протяжении более пятидесяти лет. Майя Энджелоу — обладательница множества наград и более тридцати почётных докторских степеней. Книга «Я знаю, отчего птица поёт в клетке», хроника её жизни до 16 лет, принесла ей всемирную известность.
Майя Энджелоу принимала активное участие в движении за гражданские права. Ей довелось работать с Мартином Лютером Кингом и Малкольмом Иксом. В 1993 году на инаугурации президента Билла Клинтона она прочитала своё стихотворение «На пульсе утра».
Её работы широко используются в школах и университетах по всему миру. В книгах Энджелоу в центре внимания такие темы, как расизм, личность, семья и путешествия.

## Ранние годы
Маргарит Энн Джонсон родилась 4 апреля 1928 года в Сент-Луисе. Её отец был диетологом, а мать медсестрой. Когда Маргарит было три года, её родители развелись. Отец отправил Маргарит и её четверых братьев к своей бабушке по отцовской линии, Энни Хендерсон.
Четыре года спустя отец привёз детей обратно к матери в Сент-Луис. В возрасте восьми лет Маргарит подверглась сексуальному насилию со стороны друга её матери, Фримана. Она призналась в этом своему брату, который в свою очередь рассказал об этом всей семье. Фриман был признан виновным, но был заключён в тюрьму на один день. Через четыре дня после освобождения он был убит, вероятно, дядей Маргарит. После смерти Фримана Маргарит молчала в течение почти пяти лет, так как считала, что её голос убил человека. По мнению её коллеги Марсии Энн Гиллеспи, которая написала биографию Энджелоу, именно в этот период молчания в ней зародилась любовь к книгам и литературе, а также умение слушать и наблюдать за окружающим её миром.
После убийства Фримана Энджелоу и её брат вновь были отправлены к бабушке. Учитель и друг семьи Берта Флорс помогала ей говорить. Флорс познакомила её с произведениями таких писателей, как Чарльз Диккенс, Уильям Шекспир, Эдгар По, Дуглас Джонсон и Джеймс Джонсон. Когда Энджелоу было 14 лет, они с братом переехали к матери, которая уже жила в Окленде (Калифорния). Энджелоу работала проводником трамвая в Сан-Франциско, а через три недели после окончания школы, в возрасте 17 лет, она родила сына Клайда, который также стал поэтом.
Во второй автобиографии Энджелоу «Соберитесь во имя мое» (англ. Gather Together in My Name, 1974) она рассказывает о своей жизни в возрасте от 17 до 19 лет. В этой автобиографии она повествует о жизни матери-одиночки, которой пришлось работать сутенёром, поваром в ресторане и проституткой.

## Личная жизнь
Энджелоу была замужем дважды. В 1951 году её супругом стал Томас Ангелос, грек, бывший матрос, работавший электриком. Мать не одобрила межрасовый брак. Во время замужества вместе с супругом и сыном Энджелоу переехала в Нью-Йорк, чтобы заниматься современным танцем в команде с Алвин Эйли. Позднее семья снова возвращается в Сан-Франциско.
Брак с Ангелосом распался в 1954 году и Маргарита Джонсон примерно в этот период взяла псевдоним, используя фамилию бывшего супруга и своё прозвище.
В 1959 Энджелоу опять переезжает в Нью-Йорк, под влиянием писателя Джона Оливера Килленса и присоединяется к Гильдии писателей Гарлема. В 1961 у неё начались отношения с южноафриканским активистом и юристом Vusumzi Make, они проживали вместе в Каире.

В 1973 году Энджелоу снова выходит замуж, за Поля дю Фо, валлийского плотника, экс-супруга английской писательницы-феминистки Жермен Грир.
Энджелоу умерла утром 28 мая 2014 года в возрасте 86 лет. Её нашла медсестра.

## Награды и премии
- 1970 — награда Йельского университета, Chubb Fellowship.
- 1971 — премия Коретты Скотт Кинг афроамериканским авторам книг для детей и молодёжи.
- 1972 — номинация на Пулитцеровскую премию за книгу «Дай мне глотнуть прохладной воды, прежде, чем я помру».
- 1973 — номинация на премию «Тони» за роль в бродвейской постановке Look away.
- 1976 — ежегодная премия «Женщина года» в Ladies' Home Journal
- 1983 — вошла в топ-100 самых влиятельных женщин по версии журнала Ladies' Home Journal
- 1983 — награда «Матрица» Нью-йоркской ассоциации женщин в области коммуникаций.
- 1986 — в рамках программы Фулбрайта Энджелоу получила награду за вклад в повышение взаимопонимания между людьми США и народами других стран.
- 1987 — высшая награда Северной Каролины по литературе.
- 1990 — Golden Plate, премия Американской академии достижений.
- 1990 — Премия Национальной коалиции 100 чёрных женщин.
- 1991 — Премия Лэнгстона Хьюза, вручается афроамериканским писателям за исследование своего культурного наследия.
- 1992 — Премия Горацио Элжера выдающимся американцам, преодолевшим невзгоды и внесшим значительный вклад в своей области.
- 1992 — Премия Crystal Award, организации Женщины в кино.
- 1993 — Премия «Иннаугурационный поэт» за стихотворение «На пульсе утра», прочитанное на первой инаугурации Билла Клинтона[25].
- 1993 — «Арканзасский чёрный зал славы» — для уроженцев Арканзаса, являющихся образцом для подражания молодёжи.

### Издания книг на русском языке
- Майя Анджелу. Поэтому птица в неволе поет / Перевод с английского Александры Глебовской. — М.: Popcorn Books, 2021. — 368 с. — ISBN 978-5-6044959-0-2.

## Память
В 2021 году память Майи Энджелоу и ряда других женщин, отметившихся борьбой за гражданские права, участием в политике, гуманитарной сфере и науке, была увековечена размещением их портретов на четверти доллара.